# Клоун

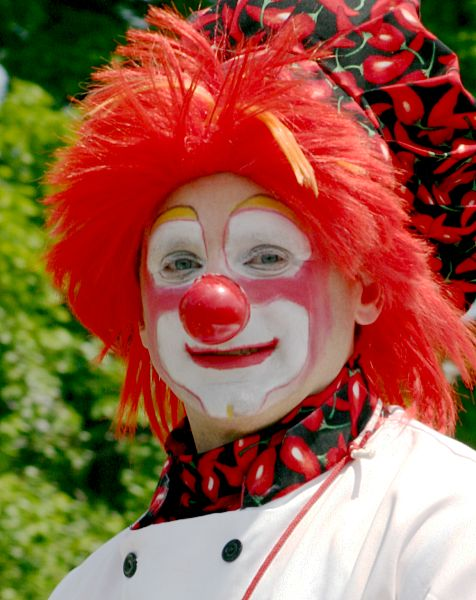
Рудий клоун

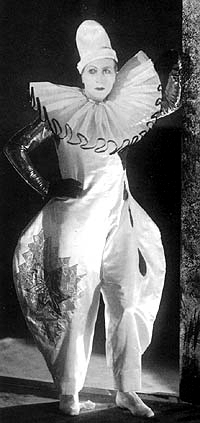
Білий клоун

Клоун, бла́зень (англ. clown, від лат. colonus — чолов'яга, грубіян) — смішні виконавці, що їх характеризує гротескний вигляд: у кольорових перуках, обличчя вкрито гримом, вдягнені у чужоземний одяг, у незвичайно великому взутті, і т. д., розважають глядачів, кумедні та жартівливі. Клоуни існують в культурах будь-якого часу і місця, тому що вони відповідають деяким потребам, що глибоко вкорінилися, в людській натурі: вони мають право порушувати певні табу, висміювати владу та суспільство, звичаї та повсякденність, і зазвичай все це на межі, а частіше за межею непристойності. У сучасному значенні терміна — цирковий, естрадний чи театральний артист, що використовує прийоми гротеску та буфонади. Споріднені визначення: блазень, гаер, паяц, дурень тощо.

## Історичне коріння клоунів
Дурощі, або клоунада, розвинулися від спільної традиції і це дуже важливо, аби зрозуміти, що це скристалізувалося, як єдина традиція з багатьох джерел. Міми в Древній Греції, а в часи середньовіччя блазень — спільна придворна риса в усіх країнах Європи. На довершення цього є багато не європейських клоунських традицій (у тому числі подібні до клоуна фігури в японському театрі кабукі). Таким чином коріння клоунади присутні в усі часи та в кожній культурі.
Саме слово «клоун» виникло на початку 16 століття; спочатку так називався комічний персонаж англійського середньовічного театру, споріднений з Арлекіном, Полішинелем, Гансвурстом тощо. Це був грубуватий та невмілий сільський парубок, що служив об'єктом кепкувань міських жителів. Роль Клоуна була насичена грубуватими жартами; у її виконанні традиційно був сильний момент імпровізації. Дуже скоро Клоун проник за кордони комедії; наприклад, Вільям Шекспір часто вводить цей персонаж у свої трагедії (у українських перекладах Блазень; один з найвідоміших шекспірівських героїв Блазень в трагедії Король Лір). До 17 століття Клоун практично зник з драматургії, зберігаючись переважно в епілогах. Його ім'я стало прозивним, і закріпилося за виконавцями ролей буфонів в пантомімах і балаганах.
У сучасному цирковому та естрадному мистецтві клоуни працюють, як правило, парами або групою (стійка традиційна клоунська пара «рудий» та «білий» клоуни). При сольному виступі партнером «рудого» клоуна може виступати шпрехшталмейстер або уніформіст; у естрадній виставі публіка в залі або окремий глядач.
Циркові клоуни мають безліч спеціалізацій (музичні ексцентрики, килимові, акробати, дресирувальники, пантомімісти і т. д.), проте чіткого підрозділу не існує: більшість циркових клоунів, як правило, працюють в самих різних жанрах.
Клоун — одна з найдемократичніших і водночас найскладніших і універсальних спеціалізацій актора. Історія не знає прикладів освоєння жанру клоунади трагічними артистами; проте зворотні приклади не настільки вже й рідкісні. Багато видатних клоунів (у тому числі циркових) добивалися значних успіхів в кінематографічних і театральних ролях трагічного репертуару (Юрій Никулін, Леонід Єнгібаров, В'ячеслав Полунін).

## Галерея

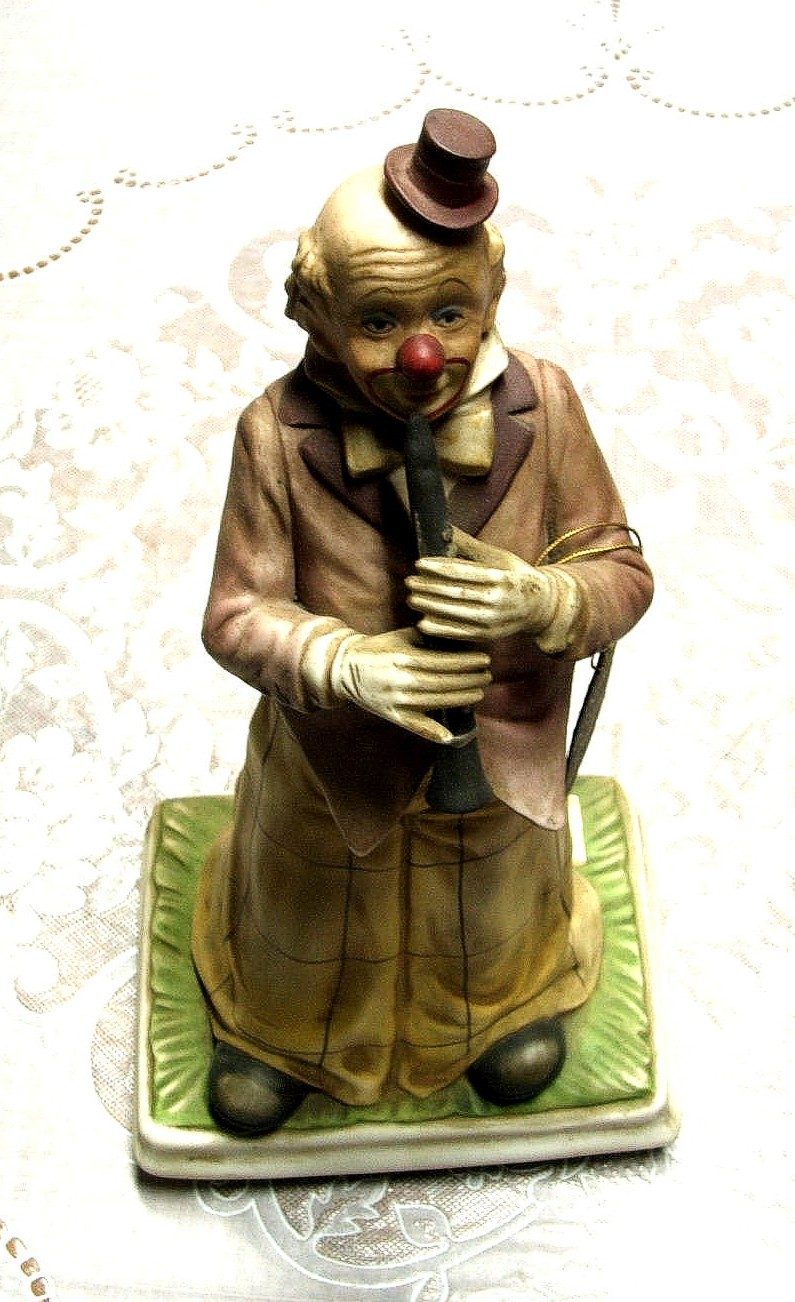
Керамічна фігурка.
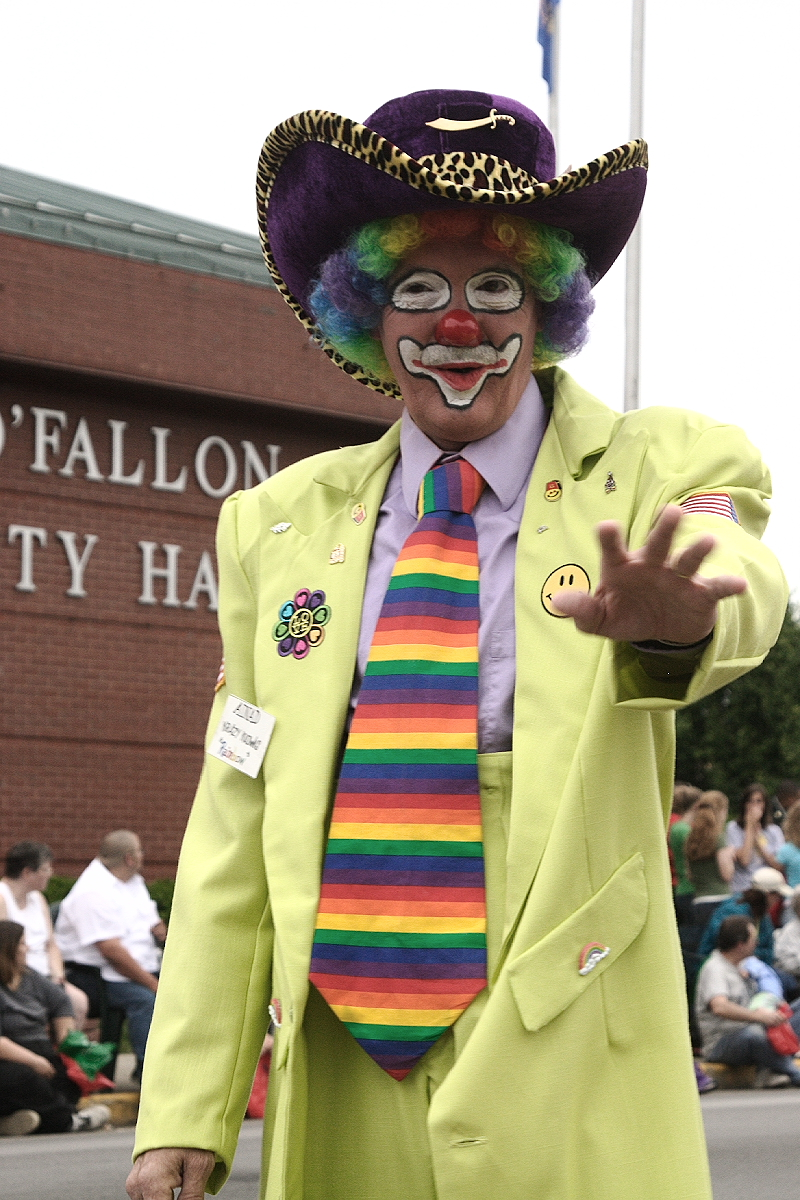
Клоун, парад Mayfest, O'Fallon, Іллінойс, 2006.
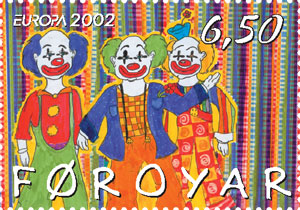
Марка - Фарерські Острови
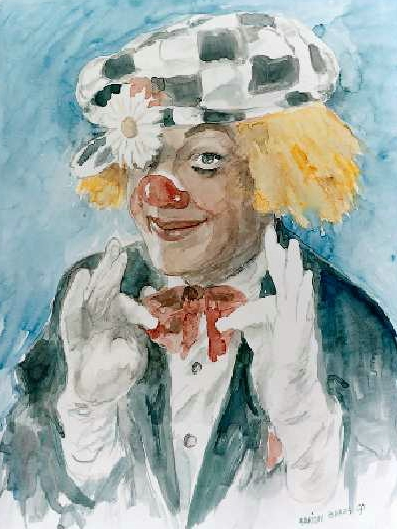
Олег Попов
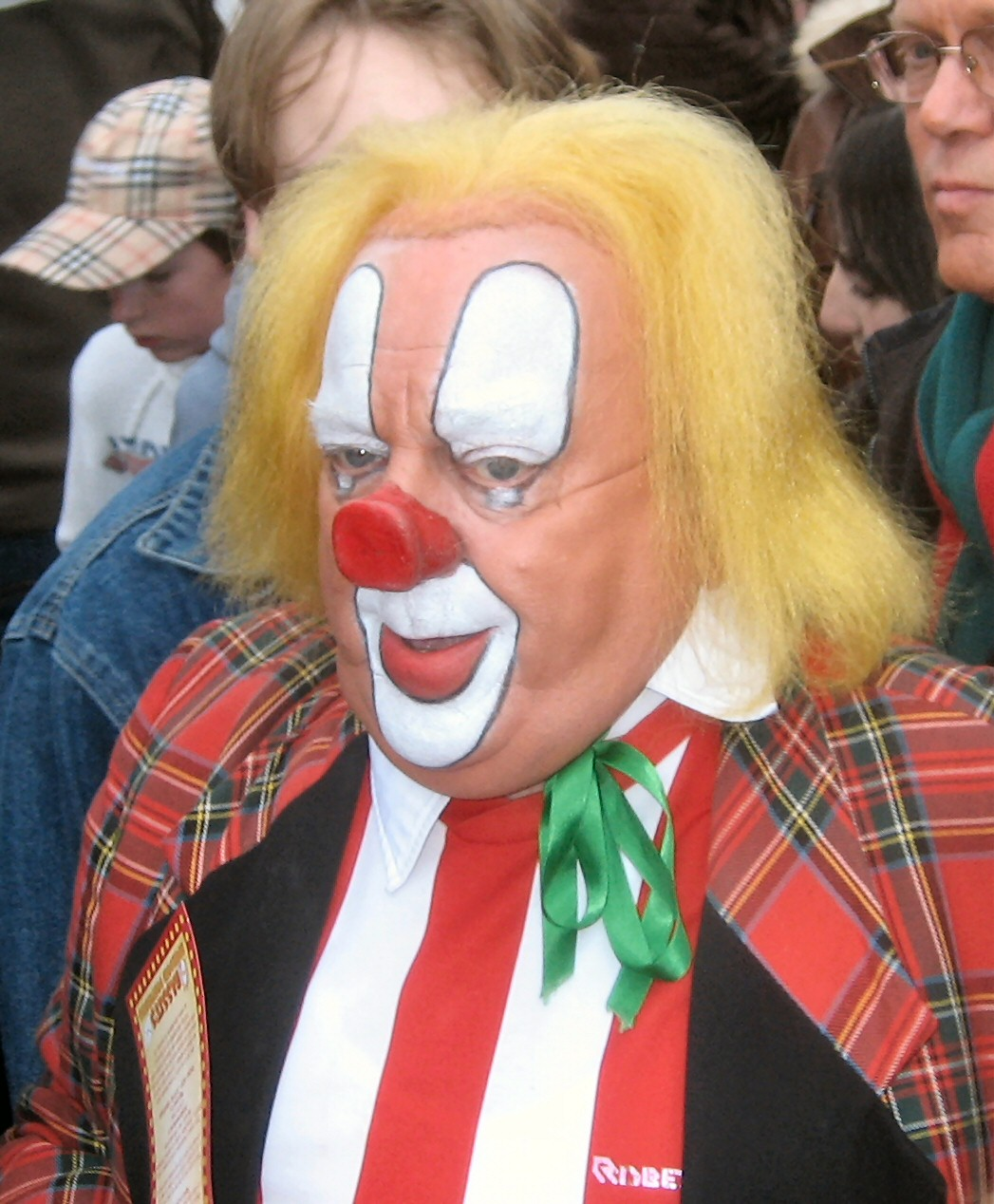
Клоун Bassie
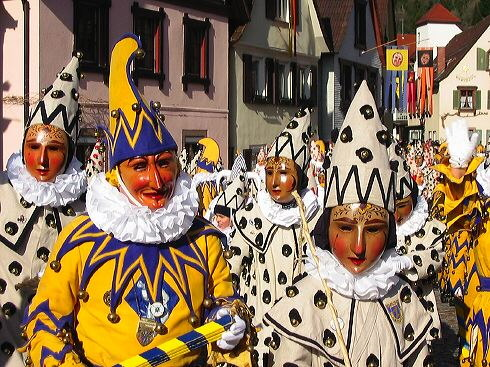

## Мистецтво і клоуни

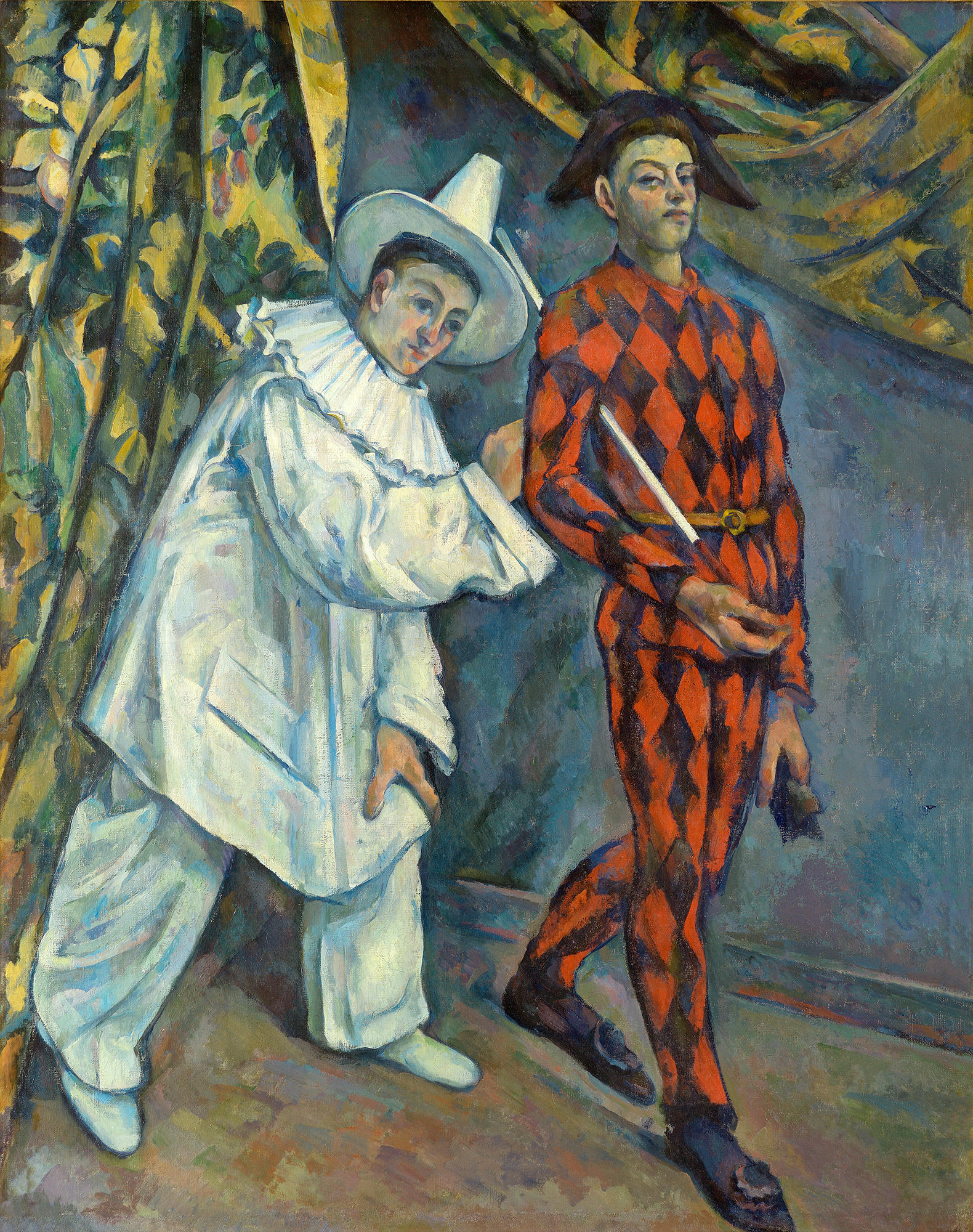
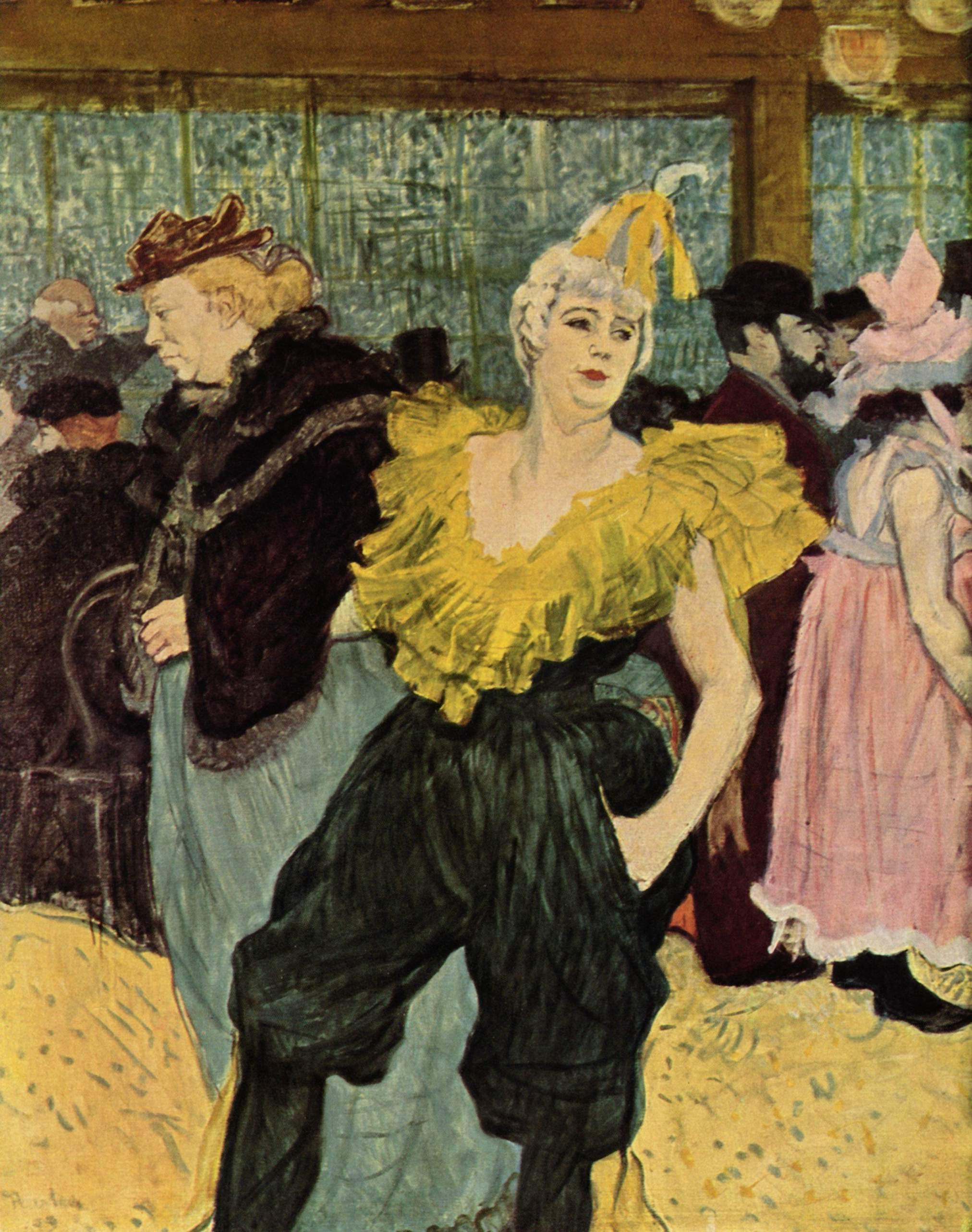
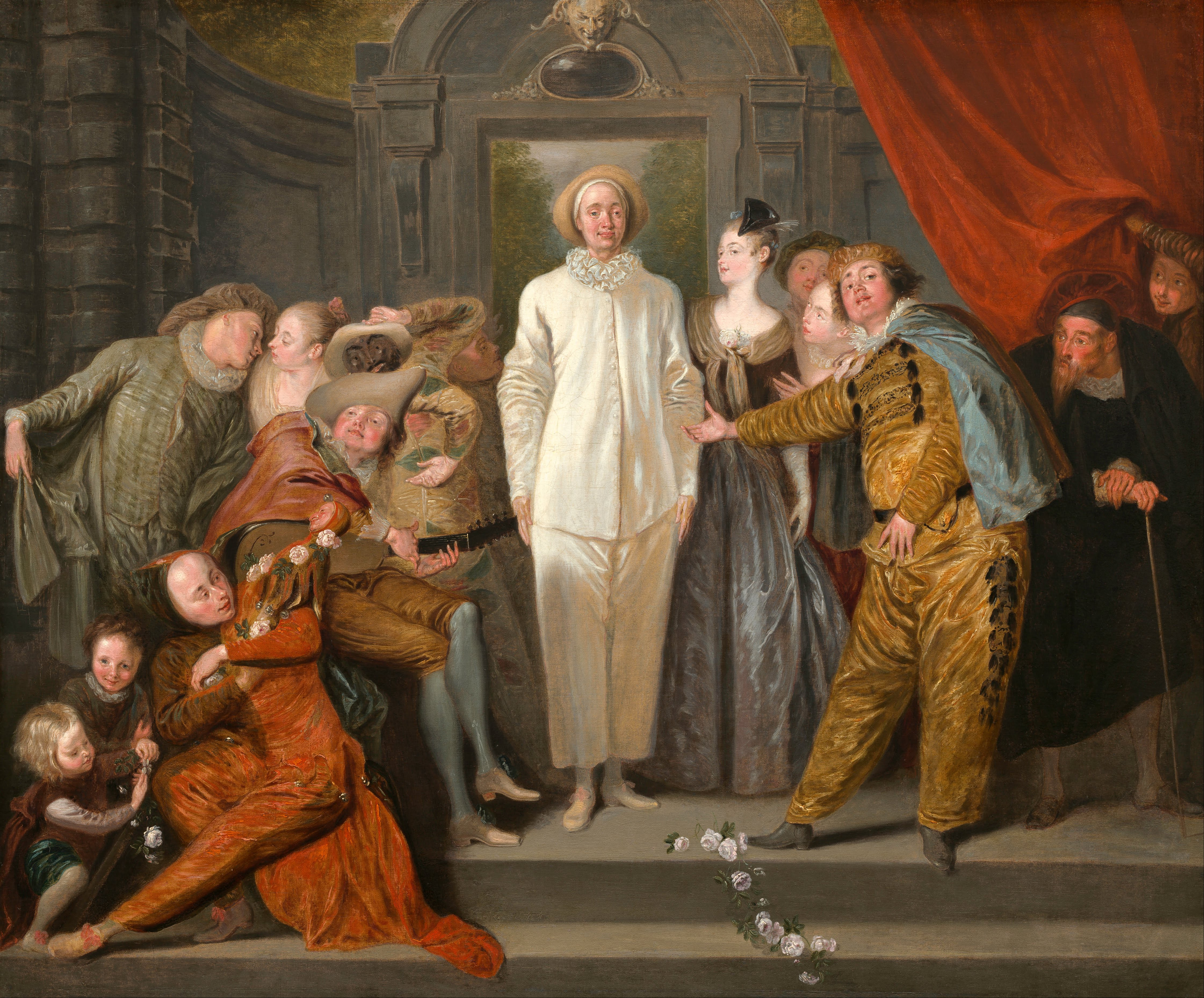
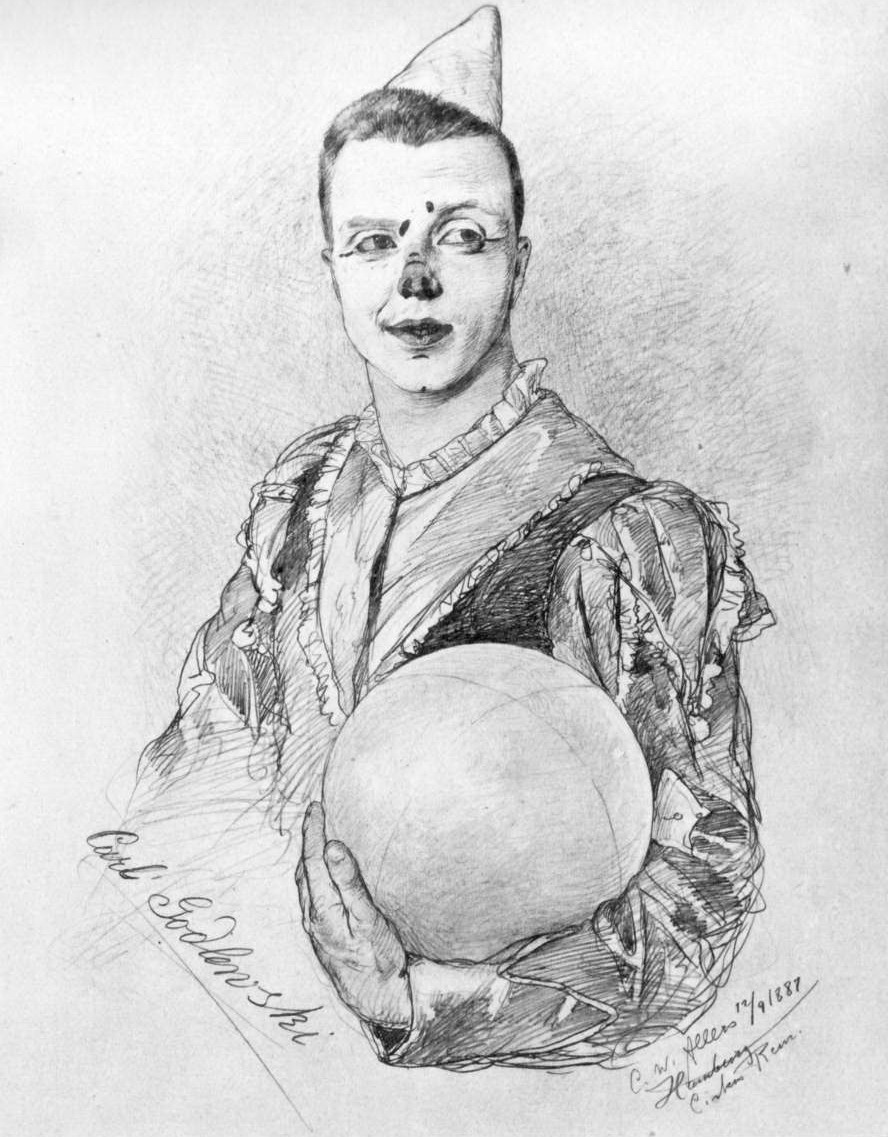
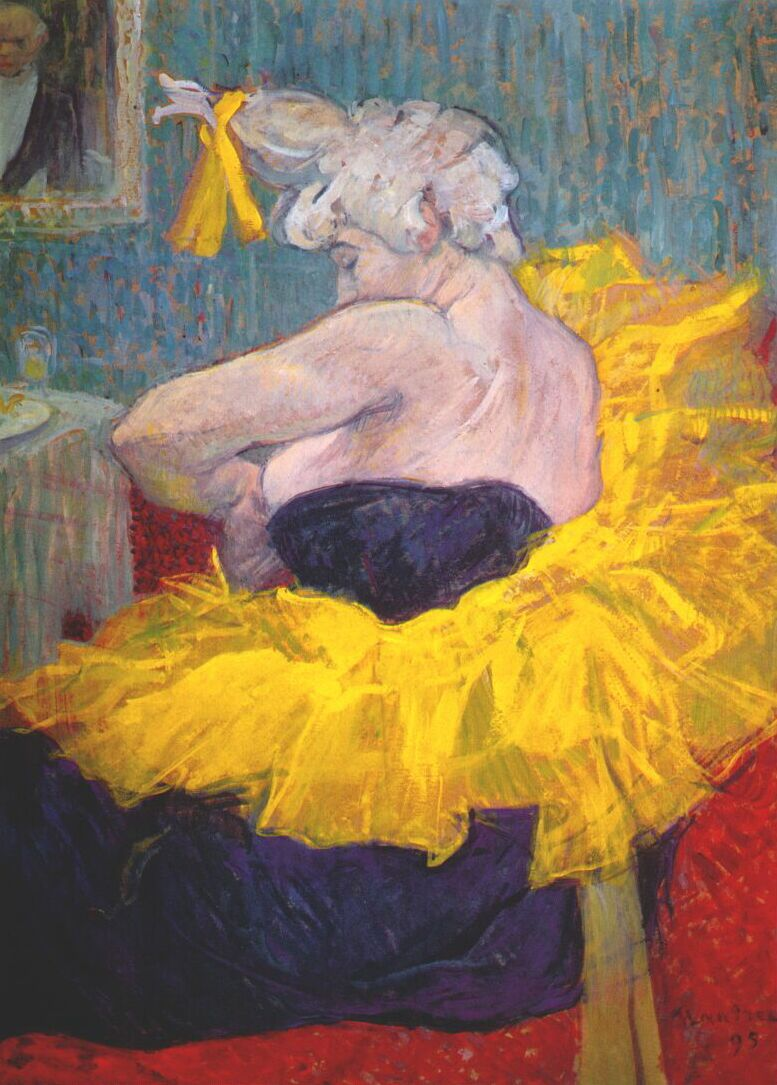
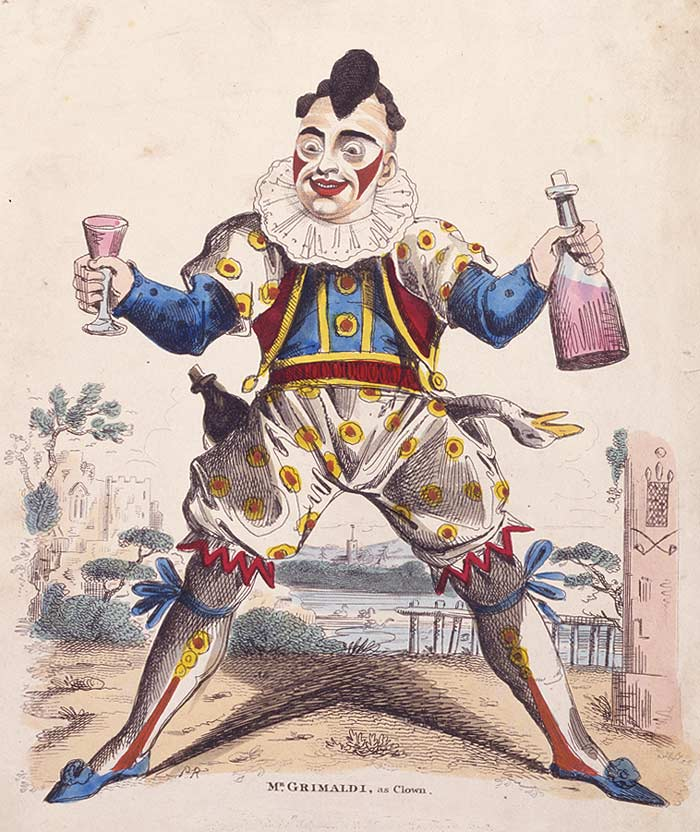
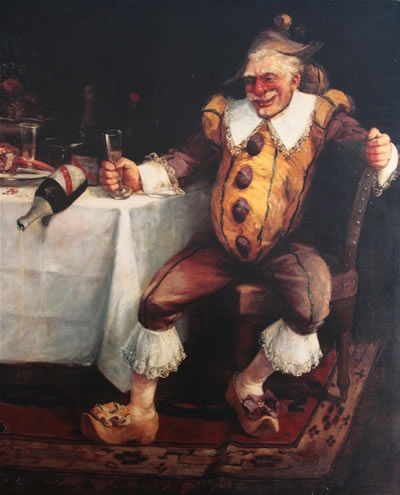
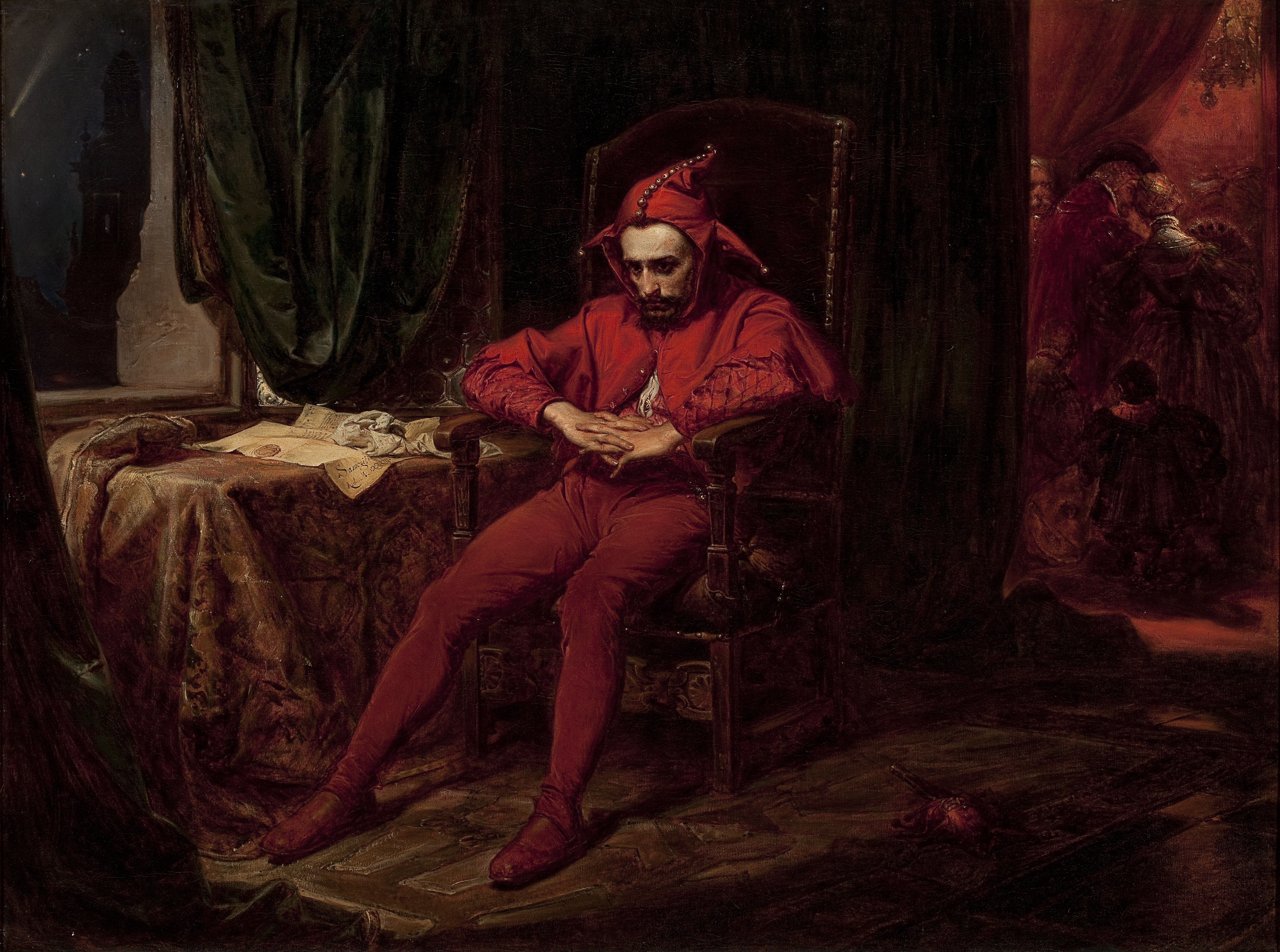
Блазень Станьчик на балу у королеви Бони.